# Некроним
Некроним (англ. necronym < др.-греч. νεκρός nekros ‛мёртвый’ и др.-греч. όνομα ónoma ‛имя’) — личное имя, данное в память умершего родственника.
Родители называют своих детей в честь умерших родственников (бабушек, дедушек, сестер, братьев и т. д.), чтобы почтить их память.
Согласно описанию Клода Леви-Стросса, у группы пенан на Калимантане человека могли называть одним из трёх видов имён: «либо личным именем, либо текнонимом („отец такого-то“, „мать такого-то“), либо, наконец, тем, что можно назвать некронимом, выражающим семейную связь субъекта с умершим родственником („отец мёртвый“, „племянница мёртвая“ и т. п.)».

## Примеры
- У композитора Людвига ван Бетховена, родившегося в 1770 году, был брат по имени Людвиг Мария, родившийся в 1769 году и проживший всего шесть дней[1].
- Художник Сальвадор Дали родился через девять месяцев и десять дней после того, как его брат, которого тоже звали Сальвадор, умер от гастроэнтерита в возрасте одного года и девяти месяцев[2].
- У Винсента Ван Гога был брат с таким же именем, который родился и умер 30 марта 1852 года, ровно за год до рождения художника.